# 荧光海滩
荧光海滩是由海水中的发光微生物被冲在沙滩上引起的现象。

## 典型地区
世界上有四个国家七个地方出现过这一景象，三个在波多黎各，两个在澳大利亚，一个在马尔代夫，最著名的就是波多黎各Vieque岛。此外，2014年4月，中国大连甘井子区大黑石海岸出现了"荧光海滩"的美丽景象。

## 现象成因
“荧光海滩”是由于海水中的发光微生物发出的光亮引起的。当多边舌甲藻（ Lingulodinium polyedrum）以及非植物非动物的鞭毛藻（dinoflagellate），在受到海浪拍打等外力压迫时，它们就会像萤火虫一样发出亮光。

## 生物荧光海湾形成的条件

### 浅湾
与海洋相接的入水口要较小。这样，鞭毛藻几乎只进不出，使得浓度较大，才能肉眼可见。

### 水污染和光污染要少
鞭毛藻对污染很敏感，保持水的清洁才能有利于其生存。此外，求岸上的光污染也降低到最小，这样才能看清其发出的微弱的荧光。

### 红树林
红树的根可以释放丰富的维生素B12和各种营养元素，这些都是鞭毛藻产生光亮必备的元素，同时红树林的根部能起到对水的净化作用，对鞭毛藻来有重要的保护作用。